# Begadawar
Begadawar – gaun wikas samiti w środkowej części Nepalu w strefie Dźanakpur w dystrykcie Dhanusa. Według nepalskiego spisu powszechnego z 2011 roku liczył on 1403 gospodarstwa domowe i 12 125 mieszkańców (5872 kobiety i 6253 mężczyzn).